# Petworth
Petworth è una cittadina di 2 775 abitanti del distretto di Chichester, nella contea del West Sussex, in Inghilterra (Regno Unito)
La cittadina si trova all'incrocio delle vie A272 Heathfield - Winchester, che corre in senso est-ovest, e A283 Milford - Shoreham-by-Sea, a circa 21 km a nord-est di Chichester e della costa meridionale. Il territorio copre un'area di quasi 2 690 ettari e comprende gli insediamenti di Byworth e di Hampers Green.

## Storia
La città è menzionata nel Domesday Book già nel 1086.
Nel XVII secolo William Levett di Petworth, figlio di Antonio, fu accusato dall'attorney general di aver usurpato privilegi nell'ambito della cittadina, che era invece particella dell'honour di Arundel. Il figlio di William, Nicholas, divenne in seguito rettore dei Westbourn.
Durante la seconda guerra mondiale, il 29 settembre del 1942 subì un bombardamento da parte di un unico aereo tedesco, che lanciò tre bombe contro Petworth House. Mancò la residenza, ma una delle bombe finì sulla contigua scuola maschile, nella quale rimasero uccisi 28 ragazzi e due insegnanti.

## Luoghi di interesse

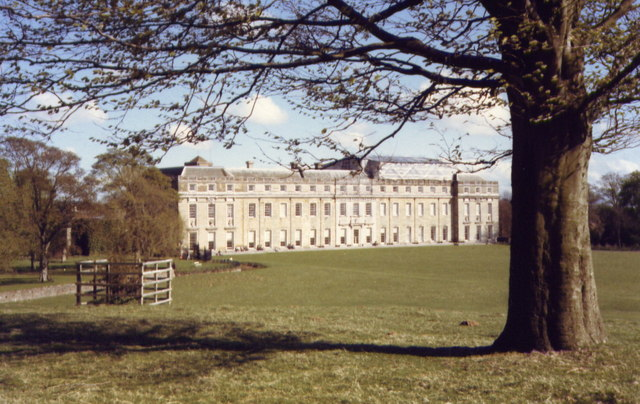
Petworth House

Vi fu costruita la residenza di Petworth House, con relativo parco opera dell'architetto paesaggista settecentesco Lancelot Brown. L'edificio e i giardini sono gestiti dal National Trust.
Il "Petworth Cottage Museum" è un museo dedicato alla raffigurazione della vita domestica dei lavoratori poveri della città intorno al 1910, ospitato nella reale abitazione di uno di loro.
Si conserva l'edificio della stazione ferroviaria, chiusa al traffico di passeggeri nel 1955 e a quello delle merci nel 1966. L'edificio tuttora conservato ospita un bed & breakfast.

## Attività culturali
Nella cittadina è attivo un'associazione dilettante drammatica ("Petworth Players") e una banda musicale.

### Feste
Il 20 novembre si festeggia sant'Edmondo e in occasione della festa la centrale piazza del Mercato viene chiusa al traffico e ospita giostre e baracconi per il divertimento. La festa riprende le tradizioni di un'antica fiera, che in passato durava diversi giorni e si teneva in un campo all'esterno del lato sud delle mura, chiamato "Fairfield", o "Campo della fiera". Nel XX secolo il campo fu urbanizzato e ospita oggi il "Fairfield Medical Centre".
La più antica menzione della fiera risale al 1275, quando il re Edoardo I ne stabilì la durata ad otto giorni.

## Amministrazione

### Gemellaggi
- Ranville
- San Quirico d'Orcia